# Ammoconia aholai
Ammoconia aholai ist ein Schmetterling (Nachtfalter) aus der Familie der Eulenfalter (Noctuidae). 

## Merkmale

### Falter
Die Flügelspannweite der Falter beträgt 36 bis 44 Millimeter. Die Basalregion der Vorderflügeloberseite zeigt eine hellgraue bis aschgraue Farbe. Das von hellen Querlinien eingefasste Mittelfeld hebt sich in dunkelbraunen bis rotbraunen Tönungen deutlich hervor. Die Postdiskalregion sowie die Submarginalregion entsprechen farblich angenähert der Basalregion, zeigen jedoch zuweilen eine schwache rosa Überstäubung. Nieren- und Ringmakel sind groß, überwiegend hellgrau ausgefüllt und dünn umrandet. Die Hinterflügel sind grauweiß gefärbt, in Richtung des Außenrandes etwas verdunkelt. 

### Raupe
Ausgewachsene Raupen sind blass rotbraun gefärbt und zeigen eine undeutliche dunkle Rückenlinie und eine schmale gelbliche Seitenlinie.

### Ähnliche Arten
Faltern der Schwesterart Ammoconia reisseri Ronkay & Varga, 1984 fehlt das dunkle Mittelfeld auf der Vorderflügeloberseite. Da A. reisseri nur auf Kreta und im südlichen Teil der Peloponnes vorkommt, gibt es keine geographische Überlappung mit der auf Zypern beheimaten Ammoconia aholai. Ammoconia anonyma Ronkay & Varga, 1984 zeigt zwar ein verdunkeltes Mittelfeld, ist jedoch auf Zypern ebenfalls nicht vertreten.

## Verbreitung und Lebensraum
Ammoconia aholai kommt isoliert auf  Zypern vor. Die Tiere sind hauptsächlich an warmen Hängen oder auf trockenen Graslandschaften anzutreffen.

## Lebensweise
Die Falter fliegen in einer Generation im Herbst. Nachts besuchen sie künstliche Lichtquellen und Köder. Über weitere Lebensgewohnheiten sowie Details zu den ersten Ständen ist zurzeit wenig bekannt. Für die in Europa und im östlichen Mittelmeerraum vorkommenden Arten der Gattung Ammoconia wird jedoch das Ei als Überwinterungsstadium angegeben.